# 威廉一世 (尼德兰)
威廉一世（Willem I，全名威廉·弗雷德里克，Willem Frederik，1772年8月24日—1843年12月12日），是第一任尼德蘭国王兼林堡公爵和卢森堡大公。威廉一世藉由維也納會議中歐洲列強的支持，在1815年成立了包含荷兰、比利时在内的尼德蘭王國，大力推行南工業、北商貿的發展政策以振興經濟。他在經濟上雖成果斐然而被稱為「商人國王」（別稱「銅幣王」），但是開明專制的風格及推行喀爾文派新教、荷蘭語的國策，卻在天主教和法語優越的南方比利時地區激起強大的反對聲浪，終於在歐洲1830年革命時爆發了比利時革命。
當比利時在英、法兩強的支持下獨立建國後，威廉一世仍拒絕承認比利時獨立並持續奮鬥著，直至1839年他終於被迫在《倫敦條約》上簽字並放棄比利時。荷蘭政府為了鎮壓比利時獨立所造成的巨額軍費及國庫赤字，打擊了威廉一世原本在荷蘭人中的高人氣與民意支持度，比利時最終獨立也使他沮喪不已，於是在比利時獨立的隔年──1840年，他就藉著自己的婚姻問題而宣布退位，將王位傳給更懂順應時勢的兒子威廉二世。三年後威廉一世病逝。

## 歸國君王

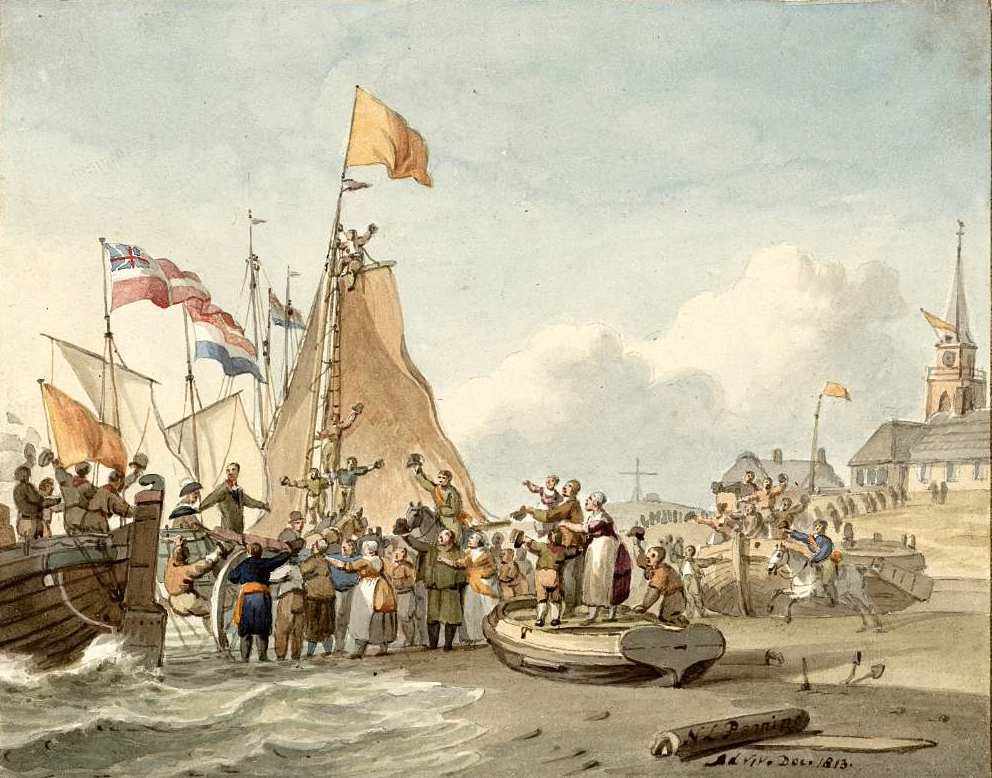
威廉在1813年11月30日登陸希文寧根

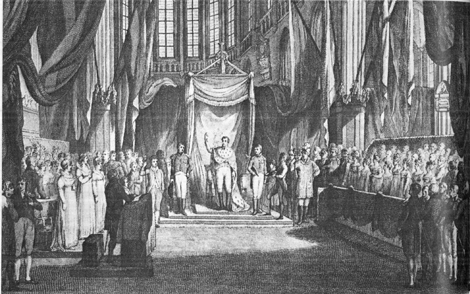
1814年3月30日威廉在阿姆斯特丹登基為「尼德蘭主權君主」

作為荷蘭最後一任世襲執政——威廉五世的長子，他在1806年流亡英國的期間，繼承了父親死後的奧蘭治親王爵位。1813年在拿破崙戰爭末期，藉由歐洲列強的幫助，他接收了法國自荷蘭撤退後的政權，被列強允諾為尼德蘭聯合王國之國王，並在當年年底登陸荷蘭的希文寧根港（Scheveningen），受到荷蘭民眾的盛大歡迎。由於荷蘭人在拿破崙戰爭末期重度受害，男丁因徵兵制大量死亡、貿易被大陸封鎖政策完全搞垮，失業高漲且經濟倒退回農牧業。:133
威廉一世十分期望能有一番作為，重整奧蘭治家族的政治威望與地位，因此採取了「原諒和遺忘」（Forgive and forget）的政策，以大公無私的態度包容接納了原本的親法人士，很快獲得荷蘭人民的敬愛。:194
統治荷蘭之後，他又在1815年的維也納會議中得到了南尼德蘭（比利時）的統治權，當時英俄奧普四大列強希望圍堵法國，故在法國周遭成立幾個較強的國家來限制大革命後的法國，因此讓威廉大幅擴張人口領土，從原來250萬人的荷蘭，延伸到人口450萬的比利時，人口總共七百萬。
在列強的支持與荷蘭人民的同意下（比利時人民則完全被忽略），威廉一世把1795年前的聯省共和國體制，改為形式上的君主立憲制、實質上的君主專制，以此統治南北重新統合的尼德蘭人民。首先，內閣只對國王負責，不必向議會負責；其次，憲法設定國會為兩院制，上議院是國王自選的貴族與代言人（自由派戲稱為「國王的動物園」），下議院的議員則是由極富者選出（佔人口比例1%），但是南北尼德蘭的議員數都只有55人，不符合南方較多的人口比例，埋下了日後比利時獨立的因子；其三，下議院的權力嚴格限制在批准「長期預算」（十年一次）和政府提出的法律，沒有倒閣及刪減預算的完整權力，證明王國之立憲乃虛有其表，專制才是其本質。:194-195

## 南北統合的夢想與挫折

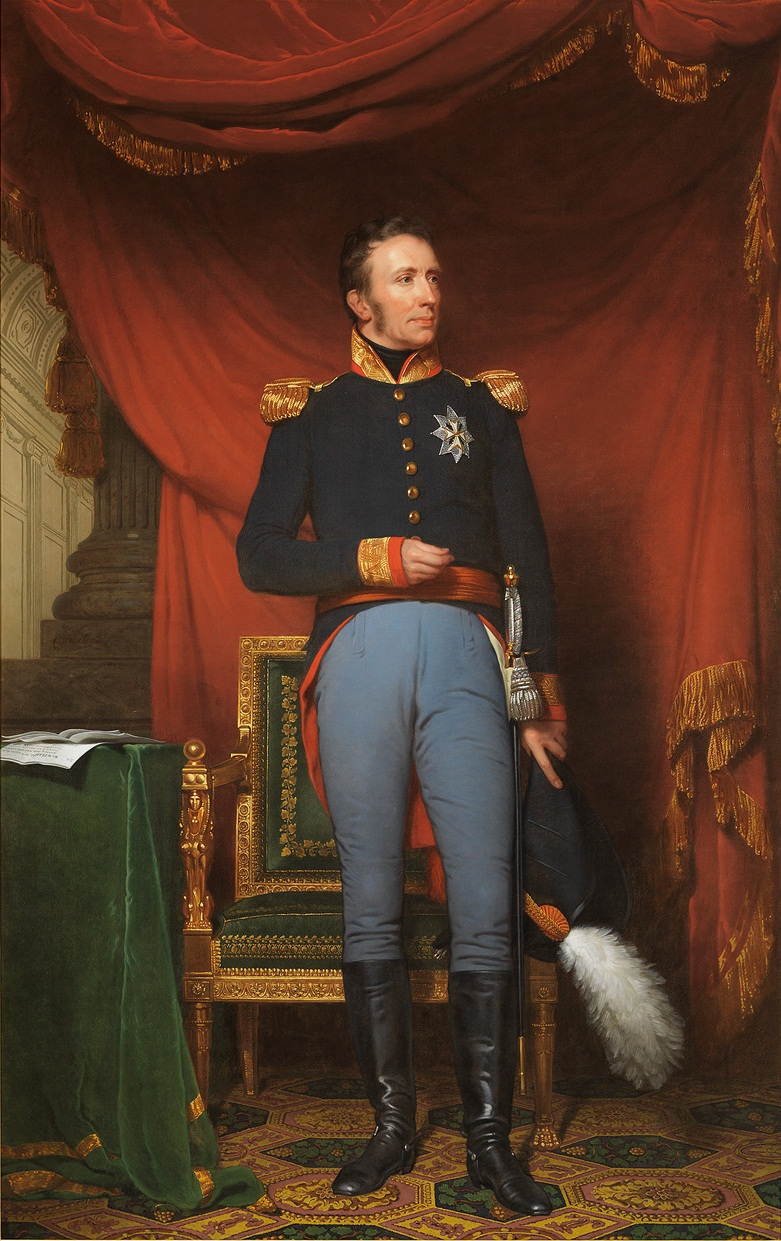
威廉一世在1816年的畫像

威廉作為一個開明專制的國王，其思想綜合了（荷蘭）民族主義及社會改革的理念。他的夢想是創造一個南北合一的尼德蘭民族，因此極力鼓吹「大尼德蘭」意識，雇用史家撰寫南北尼德蘭的共同歷史、鼓勵畫家創作過往尼德蘭發展的「歷史畫」、藉由教育提高王國的「大尼德蘭」意識，因此在宗教、語文、出版檢查上強制推動南尼德蘭的同化政策，造成南尼德蘭各階層的大力反彈。:198
首先在學校與教職人員的培訓上，威廉實行政教分離的教育政策，這在北方自1806年就已接受的改良（北方很早就接受啟蒙理性的洗禮），卻在南方受到主流的天主教徒抵制。因為威廉為喀爾文教徒，此政策就被視為對南方天主教的打壓，而威廉強制規定：1.在南方大學開辦神職人員的哲學培訓課程並加以控制、2.準教士須接受大學的哲學課程才可就讀神學院、3.國外受教育的神職人員不可在國內擔任神職、4.中等學校之教師須由公立學校培養，並禁止對學生施予宗教教育。以上種種措施都讓南方的天主教士不滿或極度不安。:196
其次，在宗教政策上，威廉經過多次與羅馬教廷的談判之後，終於在1827年對天主教之主教任命權達成協議：1.恢復主教等級制、2.主教座堂的教士們在開會決定主教候選人時，必須向國王徵詢意見，而國王有權接受或拒絕候選人。然而這項協定並未真切落實，促使天主教士更加積極和南方的自由主義者合作來反抗這位新教的國王。:199
第三，語文政策也因強制推行荷蘭標準語而遭到南方人的巨大怨恨。當時南方分成說法語的瓦隆人（佔比利時4成人口）、說荷蘭方言的佛萊明人（佔比利時6成人口），以及普遍將法語當成上流語言的中產階級（幾乎皆為自由主義派），強制推行荷蘭國語的結果，不但人口較多的佛萊明農民無意願重新去學，說法語的人們更是仇視荷語而激烈抵制，並認為出版檢查對法文作品總是嚴苛而不公。又王國政府規定不通荷文者禁止擔任公職，更加使南方人強烈不滿。:199
以上南方綜合天主教徒、自由派、法語派對威廉國王的反抗，表示中央集權又開明專制的新教政策注定失敗。國王自己也對統治南方感到痛苦不已，他說：「當我只管理北方時，比我現在做南北兩方的國王快樂百倍。」事實上，他一點都不喜歡深受法國文化影響的南方品味，正如他的南方子民也很難信任他這個荷蘭喀爾文教派的「商人國王」。:194

## 卓越的經濟成就
威廉國王在經濟政策上比多數國人更高瞻遠矚，其成果也是偉大而璀璨的，他因此得到了「商人國王」（the Merchant King）的聲譽，北方的荷蘭人（商業為主）對他更為愛戴。但是經濟發展最快最好的南方中產階級（工業為主），卻因此加強了財富與力量，更能夠去脫離尼德蘭這個大王國。
威廉在經濟上是一個積極成功的建設者，他希望南方的工業和北方的商業能夠同時進展迅速，因此他建立信貸、擴展運河、鋪設道路、成立工會、設立國家工業基金會、尼德蘭貿易協會。他在1824年成立的荷蘭貿易公司，創立資金是3700萬荷蘭盾，其中他用個人財產投資了400萬荷蘭盾。荷蘭貿易公司原為整合南尼德蘭的工業與北尼德蘭的貿易及船業而設，壟斷了來自東印度群島，由實施「強迫種植」得來之農作物的運輸權，特別是將咖啡和蔗糖運至荷蘭而獲得巨額利潤。:195
威廉也開辦荷蘭銀行來控管金融市場、發行國幣，並大家鼓勵船業、工業貿易和漁農業。威廉尤其注重工業，讓國家對工業貸款，使（比利時的）煤鐵、紡織等工業成為歐陸首屈一指。總之，威廉的策略是將南方的工業品運到北方，再用北方的船隊將商品輸出國外或殖民地，回程時再將殖民地的原料和資金運回國內，這套經濟方針獲得巨大的成功，使得尼德蘭王國正式成為歐洲的經濟強國，幾乎追上17世紀「海上馬車伕」的國際地位，但也引來英、法的敵視及1830年的打壓。而國內南北的經濟發展不同，在1820年代巨大的經濟蕭條來襲後，使得南方農民及實業家的不滿迅速轉為獨立的行動。:195-196
南北經濟走向的對立，來自於北方人走商貿取向，希望降低關稅來促進商業，而南方人則需要保護工業，希望在蕭條時提高關稅，對於北方主導的低關稅政策怒火沸騰，更加看不起貧窮的北方人，認為稅收是在壓榨富裕的南方來供養北方和中央政府。:200

## 比利時獨立

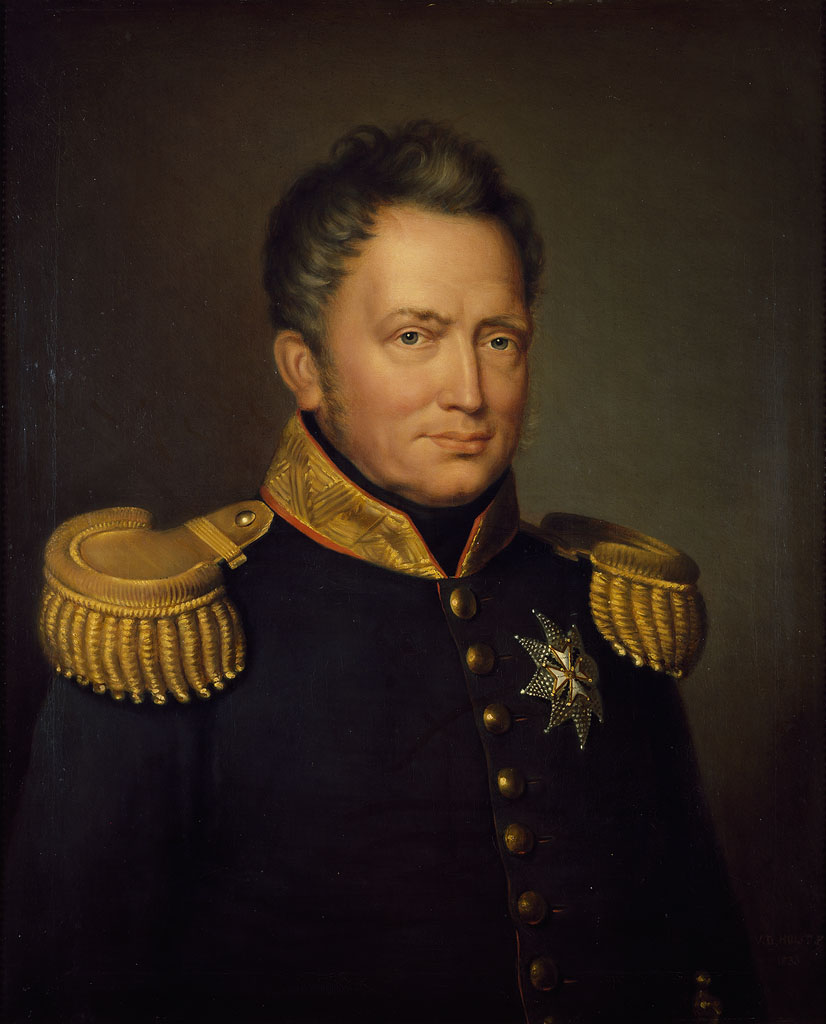
年老的威廉一世(1833年)

因為南尼德蘭十省與北尼德蘭七省之間，早已累積許多歷史發展帶來的分歧，並廣泛體現在政治、經濟、宗教與語言等不同面向。在政治上，南方許多自由派人士反對威廉國王進行中央集權的統治。在經濟上，商業貿易取向的北尼德蘭希望降低關稅，但南尼德蘭則因為要保護原先的工業發展（例如紡織工業與礦業），希望提高關稅。在宗教上，南方以天主教徒居多，於北方喀爾文主義的「商人國王」可說相當感冒。由國家教育取代教會學校的命令一下，更引起南方的不滿。在語言方面，威廉一世規定荷蘭語（Dutch）為王國官方語言，但南尼德蘭北部法蘭德斯（Flanders）地區的佛萊明人（Flemish）說的是和荷語有些微差別的佛萊明語，瓦隆區（Walloon）的瓦隆人在經歷法國 20 年統治下，也早已習慣說法語了。再加上威廉一世或許是害怕南尼德蘭用法語出版批評王國或國王的言論，因而對「出版自由」設下不少限制。
受到1830年法國七月革命的感染，以及1829-1830年嚴重歉收及工業崩落、失業飆升的社會大動盪之下，南方自由派人士（同時也常是反教權主義者）與天主教人士難得站在同一陣線，反對威廉一世的統治。於是在當年夏天的8月25日，不安焦慮的群眾在布魯塞爾廣場聽到歌劇院傳來「波地奇的啞女」之後，「愛國主義」（愛國迥異於國家主義、民族主義）受到激昂的詠嘆調（〈我對祖國神聖的愛〉）鼓舞，開始一連串無法遏止的暴亂行動。:-200-201
終於，南方十省在先後歷經西班牙、奧地利、法國與荷蘭統治後，1830 年 11 月，甫成立一個月的比利時國家議會（Belgian National Congress）宣布脫離荷蘭統治，成立比利時王國，並在英、法兩國的軍隊幫助下擊敗荷軍，特別是安特衛普的荷軍被迫在1832年12月23日投降法軍。:-141經過短短 15 年光景，南北尼德蘭再度分道揚鑣。往後數年間，荷蘭與比利時之間持續存在大小不等的戰爭，他在荷蘭的經濟成就被戰爭損害，居高不下的戰費（導致政府財政困難）及列強的貿易封鎖使荷蘭民眾怨聲四起。一直到 1839 年，威廉一世才正式簽署協議，接受兩個國家分開的事實。:-141-142

## 憲法修正和退位

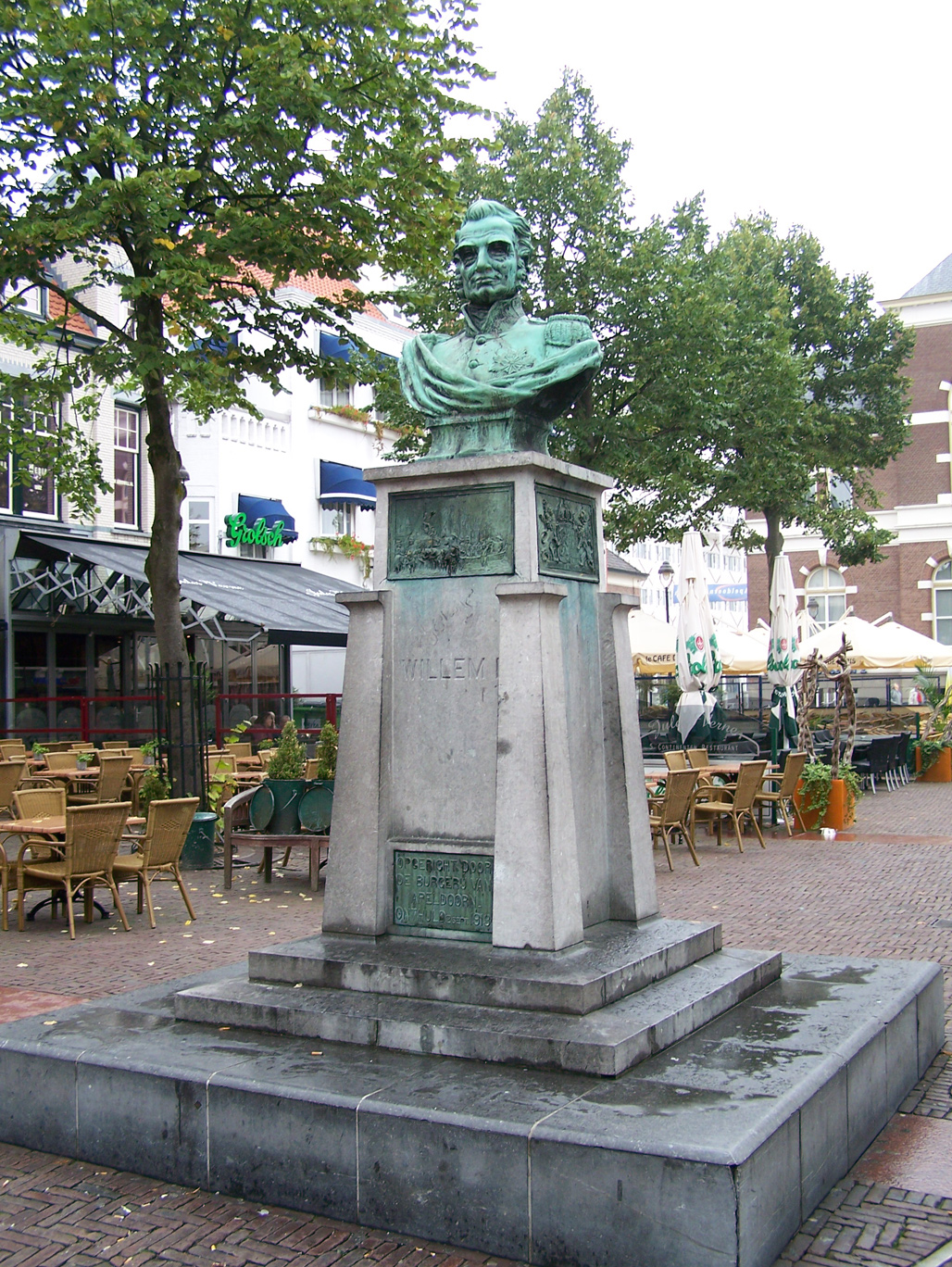
1913年在阿珀爾多倫設立的威廉一世雕像（由Pieter Puype製作）

失去比利時後的威廉極其沮喪，漸萌退位打算，加上1840年代歐洲自由主義當道並向保守主義挑戰，荷蘭也興起自由化的憲法修訂浪潮，保守的威廉只做部分的讓步，使得人民對他的支持度繼續下挫。這些讓步雖讓國王仍保持政策主導權，但其特權開始受到議會限制，諸如：預算審查從十年一次縮短成兩年一次、國王對印尼等殖民地的收入受議會監督、裁減官僚數目等。:-142威廉無法適應這樣的變化，再加上他意圖迎娶比利時籍的天主教徒——亨利埃塔·德奥特雷蒙 ，遭受到新教人民的輿論非難。他因此宣布退位，由其子威廉二世國王來應付這一新的局勢，三年後（1843年）威廉一世病逝。到了1848年革命再起之時，威廉二世最終放棄了君主大權，成為統而不治的立憲君主。:-200-202

## 評價
在2004年票選最偉大的荷蘭人中，他排名第116名，是唯一上榜的男性荷蘭國王（排名第一的沉默者威廉不是國王）。